# Richborough
Richborough, l'ancienne Rutupiæ, est une position fortifiée essentiellement romaine et saxonne, mais occupée de la Préhistoire au début du Moyen Âge, située immédiatement au nord de Sandwich, Kent, sur le côte est de l'Angleterre, à environ 16 km au nord de Douvres, et juste au sud de Margate. 

## Position géographique

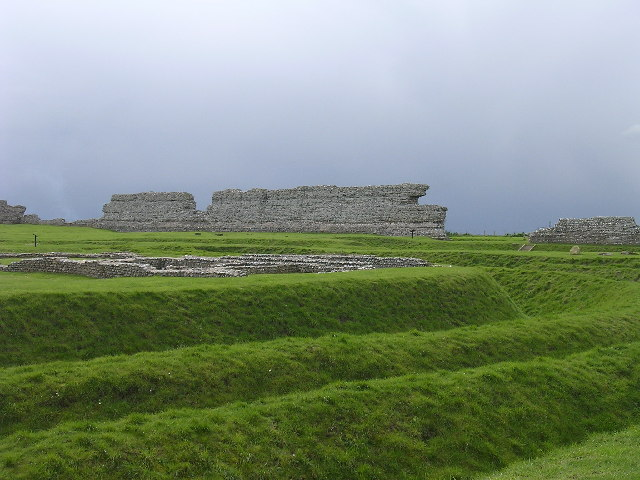
Vestiges du camp romain de Richborough (vers 275)

Bien que désormais à une certaine distance de la mer, Richborough occupait une position stratégique importante, à l'extrémité sud du Wantsum Channel (en), qui offrait une route maritime sûre entre le continent et l'estuaire de la Tamise.
Le Wantsum Channel est aujourd'hui envasé ; auparavant, Richborough était un important port naturel et peut avoir été le lieu d'accostage des Romains, lors de leur invasion de la Grande-Bretagne, en 43. Deux fossés sur le site ont été datés de cette période et sont interprétés comme des structures défensives, si l'on en croit la théorie selon laquelle Richborough est le site claudien de l'invasion de la Grande-Bretagne. Certains archéologues, toutefois, pensent que cet accostage a plutôt eu lieu dans les environs de l'actuelle Chichester.

## Histoire

### Époque romaine et saxonne
Les Romains ont fondé le site et, après leur retrait, celui-ci a été occupé par une colonie religieuse saxonne de Cantorbéry, arrivée en 597. 

### Première Guerre mondiale
Au cours de la Première Guerre mondiale, le site a été utilisé comme port secret (Mystery Port) pour le transport de marchandises et de troupes vers le front.

## Site archéologique
Les fouilles ont révélé la forteresse saxonne, avec des murs encore élevés, le camp romain, les fondations d'un arc de triomphe, les traces d'un amphithéâtre et d'autres bâtiments, dont l'établissement saxon.